# Christian Sigfred von Plessen (amtmand)
 Der er flere personer med dette navn, se Christian Sigfred von Plessen.
Christian Sigfred von Plessen, også benævnt Scheel von Plessen eller Scheel-Plessen (10. juni 1716 på Fussingø – 2. april 1755) var en dansk major, kammerherre, amtmand i Københavns Amt, deputeret i Rentekammeret og godsejer til Glorup.
Plessen var søn af Christian Ludvig von Plessen og Charlotte Amalie Skeel. Hans broder, overceremonimester og kammerherre Mogens Scheel-Plessen, arvede Fussingø, Lindholm og Selsø, hvorimod Christian Sigfred fik Glorup.
Han blev i 1744 gift med Louise von Plessen, født (von) Berckentin, datter af greve Christian August von Berckentin.
Plessen var ridder af Dannebrogordenen.